# Cyril M. Kornbluth
Œuvres principales
- La Longue Marche des cornichons (The Marching Morons)
- Planète à gogos (The Space Merchants)
- The Little Black Bag

Cyril M. Kornbluth, né le 23 juillet 1923 à New York et mort le 21 mars 1958  à Levittown (New York), est un auteur de science-fiction américain. 
Le « M » au nom de Kornbluth a peut-être été ajouté en hommage à son épouse, Mary Byers. Le collègue et collaborateur de Kornbluth, Frederik Pohl, a confirmé l'absence de tout deuxième prénom de Kornbluth dans au moins une interview.
Il a également publié sous des pseudonymes, comme Cecil Corwin, S. D. Gottesman, Edward J. Bellin, Kenneth Falconer, Walter C. Davies, Simon Eisner, Jordan Park, Arthur Cooke, Paul Dennis Lavond, et Scott Mariner.
Il était membre de l'association The Futurians.

## Biographie
Cyril Mary Kornbluth naît à New York. Il sert dans l'armée américaine pendant la Seconde Guerre mondiale en Europe. Il reçoit à cette occasion l'étoile de bronze pour ses états de service lors de la bataille des Ardennes. Après sa démobilisation, il rentre aux États-Unis pour terminer les études qu'il avait commencées à l'université de Chicago.
Kornbluth avait commencé à écrire à l'âge de quinze ans. Son premier récit écrit en collaboration avec Richard Wilson, Stepsons on Mars, fut publié dans le magazine Astonishing en avril 1940 et son premier récit écrit seul, King Cole of Pluto, en mai 1940 dans Super Science Stories. Il écrivit par la suite d'autres courts récits comme The Little Black Bag, The Marching Morons, The Altar at Midnight, Ms. Found in a Chinese Fortune Cookie, Gomez et The Advent on Channel 12.
La nouvelle The Little Black Bag fut adapté à la télévision par la BBC en 1969 pour sa série Out of the Unknown. En 1970, la même histoire fut adaptée par Rod Serling pour un épisode de la série Night Gallery. Cette adaptation mettait en scène l'acteur Burgess Meredith dans le rôle du Docteur Full, un alcoolique qui avait été radié et sombrait dans la déchéance. Puis il découvre une technologie médicale avancée qu'il utilise bénévolement, retrouvant ainsi sa carrière et sauvant son âme.
La Longue Marche des cornichons (The Marching Morons) fut l'une des plus célèbres nouvelles de Cyril M. Kornbluth : il s'agit d'une anticipation satirique d'un lointain futur dans lequel la population du monde se divise en trois millions d'hommes intelligents et quelques milliards d'abrutis, l'élite que représentent les génies essayant de maintenir le monde en état de fonctionnement dans les coulisses.
De nombreux romans de Kornbluth furent écrits en collaboration avec d'autres auteurs : avec Judith Merril, sous le pseudonyme de Cyril Judd, ou avec Frederik Pohl. Le roman le plus célèbre coécrit par Cyril Kornbluth fut Planète à gogos (The Space Merchants), publié pour la première fois dans le magazine Galaxy en 1952 et comme roman en 1953). Ce succès contribua à faire reconnaître Cyril M. Kornbluth dans le genre de la science-fiction, aussi bien aux États-Unis qu'en Europe.
Un certain nombre de ses nouvelles restèrent inachevées à son décès ; certaines furent terminées et publiées par Frederik Pohl. 
Kornbluth mourut d'un infarctus du myocarde à l'âge de trente-quatre ans à Waverly, Comté de Tioga, État de New York, sur le quai d'un train, bien qu'il ait longtemps vécu à Chicago dans l'Illinois.

## Personnalité
Frederik Pohl (dans son autobiographie intitulée The Way the Future Was) et Damon Knight (dans ses mémoires intitulés The Futurians) font tous deux une description très vivante de Cyril Kornbluth, un personnage excentrique doté de très curieuses manies. Ils décrivent entre autres les traits de caractères suivants :
- Kornbluth décida de s'éduquer lui-même en lisant une encyclopédie de A à Z ; au cours de sa lecture, il accumulait de vastes connaissances qu'il utilisait immédiatement dans ses propres histoires. Ainsi, lorsque Kornbluth écrivait une histoire qui faisait référence à une ancienne arme romaine appelée baliste, Frederik Pohl savait que Kornbluth avait terminé sa lecture du volume A de son encyclopédie et qu'il avait commencé le volume B.
- À en croire Frederik Pohl, Kornbluth ne se brossait jamais les dents. Ses dents étaient littéralement de couleur verte. Gêné, Kornbluth avait pris l'habitude de mettre sa main devant sa bouche lorsqu'il parlait.
- Kornbluth n'aimait pas le café noir, mais se sentait obligé d'y prendre goût, car il pensait que les auteurs professionnels devaient boire du café noir. Il s'entraînait donc à mettre de moins en moins de lait dans son café jusqu'à pouvoir boire le café noir.

Frederik Pohl et Damon Knight entretenaient tous deux une profonde amitié avec Kornbluth, et leur affection transparaît très clairement dans leurs mémoires respectifs. En revanche, la première de ces anecdotes doit être lue comme apocryphe, car elle ressemble à celle que racontait Bertrand Russell à propos d'Aldous Huxley.

## Œuvres

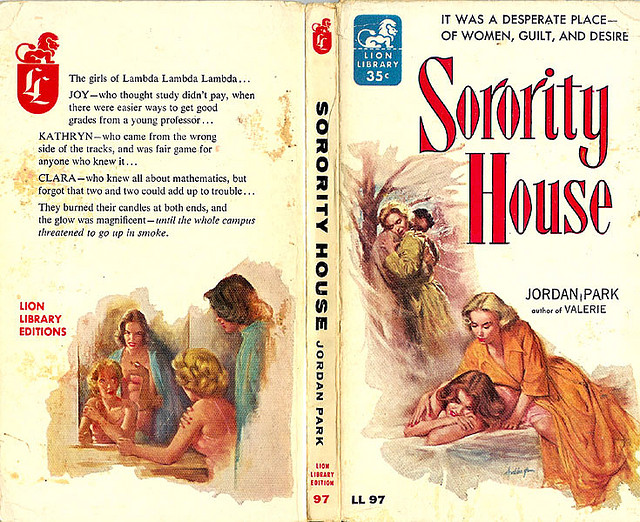
Couverture de Sorority House par Jordan Park (Cyril M. Kornbluth).

### Romans
- Take Off (1952) ;
- The Syndic (1953) ;
- Not This August (1955).

Avec Frederik Pohl :
- The Space Merchants (1953), Planète à gogos en version française ;
- Search the Sky (1954) ;
- Galdiator-At-Law (1955), L'Ère des gladiateurs en version française ;
- Wolfbane (1957), Tribu des loups en version française - Presses Pocket Science-fiction no 5121, 1981;

Avec Judith Merril (pseudonyme : Cyril Judd) :
- Outpost Mars (1952), L'Enfant de Mars en français ;
- Gunner Cade (1952) ;

### Nouvelles

#### Années 1930 et 1940
- The Rocket of 1955 (1939) (pseudonyme: Cecil Corwin)
- King Cole of Pluto (1940) (pseudonyme: S. D. Gottesman)
- The City in the Sofa (1941) (pseudonyme: Cecil Corwin)
- Dead Center (1941)  (pseudonyme: S. D. Gottesman)
- Dimension of Darkness (1941) (pseudonyme: S. D. Gottesman)
- Fire-Power (1941) (pseudonyme: S. D. Gottesman)
- Forgotten Tongue (1941) (pseudonyme: Walter C. Davies)
- Interference (1941) (pseudonyme: Walter C. Davies)
- Kazam Collects (1941) (pseudonyme: S. D. Gottesman)
- Mr Packer Goes to Hell (1941) (pseudonyme: Cecil Corwin)
- No Place to Go (1941) (pseudonyme: Edward J. Bellin)
- Return from M-15 (1941)  (pseudonyme: S. D. Gottesman)
- The Reversible Revolutions (1941) (pseudonyme: Cecil Corwin)
- Sir Mallory's Magnitude (1941) (pseudonyme: S. D. Gottesman)
- Thirteen O'Clock (1941) (pseudonyme: Cecil Corwin)
- What Sorghum Says (1941)  (pseudonyme: Cecil Corwin)
- The Words of Guru (1941) (pseudonyme: Kenneth Falconer)
- The Core (1942)  (pseudonyme: S. D. Gottesman)
- Crisis! (1942)  (pseudonyme: Cecil Corwin)
- The Golden Road (1942)  (pseudonyme: Cecil Corwin)
- Masquerade (1942)  (pseudonyme: Kenneth Falconer)
- The Perfect Invasion (1942) (pseudonyme: S. D. Gottesman)
- The Only Thing We Learn (1949)

#### Années 1950
- Iteration (1950)
- La Petite Sacoche noire, 1975 ((en) The Little Black Bag, 1950)
- The Mind Worm (1950)
- La Saison du serpent de mer, 1953 ((en) The Silly Season, 1950)
- Friend to Man (1951)
- La Longue Marche des cornichons, 1984 ((en) The Marching Morons, 1951)
- With These Hands (1951)
- The Altar at Midnight (1952)
- The Goodly Creatures (1952)
- The Luckiest Man in Denv (1952) (pseudonyme: Simon Eisner)
- Make Mine Mars (1952)
- Pour une poignée de gloire, 1983 ((en) That Share of Glory, 1952)
- The Adventurer (1953)
- Les Dominos, 1975 ((en) Dominoes, 1953)
- Everybody Knows Joe (1953)
- The Meddlers (1953)
- The Remorseful (1953)
- Time Bum (1953)
- Gomez, 1975 ((en) Gomez, 1954)
- I Never Ast No Favors (1954)
- The Adventurers (1955)
- The Cosmic Expense Account (1956)
- L’Éducation de Tigress Macardle, 1959 ((en) The Education of Tigress McCardle, 1957)
- The Last Man Left in the Bar (1957)
- Manuscrit trouvé dans un sablé chinois, 1958 ((en) MS Found in a Chinese Fortune Cookie, 1957)
- The Slave (1957)
- Avènement sur la chaîne 12, 1961 ((en) The Advent on Channel Twelve, 1958)
- The Events Leading Down to the Tragedy (1958)
- Passion Pills (1958)
- Écumeurs des mers, 1983 ((en) Shark Ship, 1958)
- Theory of Rocketry (1958)
- Two Dooms (1958)
- Virginia (1958)

Avec Frederik Pohl :
- Heureux les humbles, 1984 ((en) The Wonder Effect, 1966)
- La Réunion, 1974 ((en) The Meeting, 1972)

Avec Judith Merril (pseudonyme: Cyril Judd) :
- Sea Change, nouvelle (1953).

## Filmographie
- 1970 : Night Gallery (série télévisée) saison 1 épisode 4 "The Little Black Bag"
- 1965 : Out of the Unknown (série télévisée), saison 3 épisode 8, "The Little Black Bag"
- 1952 : Tales of Tomorrow (série télévisée), saison 1 épisode 35 "The Little Black Bag"